# Pazienza (Vacca)
Pazienza è il quinto album in studio del rapper italiano Vacca, pubblicato nel 2013 dalla Produzioni Oblio.

## Descrizione
Il disco, interamente composto a Kingston, è stato distribuito dalla Universal Music ed è il quinto album solista in studio del rapper sardo-milanese Vacca, e presenta sonorità più reggae dei precedenti album, con brani che variano da temi più impegnati ad altri più leggeri.
Il disco è stato anticipato dallo street video di The End e dai singoli promozionali Il faro e il mare e Canto primo, anch'essi accompagnati da videoclip.

## Tracce
1. Canto primo – 3:08
2. Grazie a nessuno (feat. Emis Killa) – 3:48
3. Supermario (Balotelli) – 3:22
4. Nella terra di Bob (feat. Alborosie/skit) – 3:43
5. Se tu ci stai – 3:03
6. Un altro passo (feat. Noyz Narcos) – 3:02
7. Resto sempre qui (feat. Giulie Battisti) – 4:03
8. L'ultima volta (feat. Mondo Marcio) – 4:32
9. Il faro e il mare – 3:08
10. Rube Bwoy – 3:25
11. Del padre e del figlio (feat. Jamil) – 3:53
12. Bad Girl (feat. Giulie Battisti) – 3:09
13. Mi No Born Rich (feat. MadBuddy) – 3:11
14. Fiore del male – 3:12
15. Un viaggio a metà – 3:38
16. The End – 3:04

Traccia bonus nell'edizione di iTunes
1. Blue Sorama

## Classifiche
| Classifica (2013) | Posizione massima |
| ----------------- | ----------------- |
| Italia            | 10                |